# Musée national d'histoire de la religion d'Azerbaïdjan
Le musée national d'histoire et de religion de l'Azerbaïdjan (en azéri: Azərbaycan Dövlət Din Tarixi Muzeyi), situé à Bakou, en Azerbaïdjan, met en valeur les conceptions religieuses des peuples primitifs qui vivaient dans l'Antiquité. Le musée est subordonné au ministère de la Culture et du Tourisme de la République d'Azerbaïdjan . 

## Histoire
En 1967, le Musée historique de l’athéisme est créé par le Conseil des ministres de la RSS d’Azerbaïdjan.  Le 17 septembre 1990, le musée de l'histoire de l'Athéisme  a été renommé « Musée national d'histoire de la religion ». En juin 1993, le musée a été temporairement transféré au centre des musées . 

## Collections
La fondation scientifique du musée d'histoire de la religion comprend des œuvres d'art, des échantillons de graphiques, des sculptures, des livres et des manuscrits, des photographies, des journaux et des magazines, des documents et d'autres objets liés au bouddhisme, au judaïsme, au christianisme et à l'islam. Les fonds comprennent plus de 4000 pièces telles que des collections d'objets bouddhistes, une statue de Bouddha ornée de pierres diverses, des icônes peintes sur la toile, des collections d'objets juifs, des exemples du Talmud, des collections et des ensembles d'objets chrétiens, des exemples de la Bible, des échantillons des vêtements des serviteurs de l'église, des œuvres artistiques écrites sur des thèmes religieux, des icônes créées sur du métal et des toiles, des collections d'objets islamiques, les manuscrits du Coran sont rassemblés à différentes époques, droits d'auteur, les œuvres artistiques écrites par des artistes azerbaïdjanais sur des thèmes religieux, les objets divers pour la pratique de rites religieux, les photos, journaux, magazines, etc..